# ダヴィデ・ピナート
ダヴィデ・ピナート（Davide Pinato, 1964年3月15日 - ）は、イタリアの元サッカー選手。ポジションはゴールキーパー。

## 経歴
地元クラブのACモンツァで下部組織からトップチームに昇格、正GKを争ったフランチェスコ・アントニオーリと共に1988年にはACミランに引き抜かれ、UEFAチャンピオンズカップ 1988-89 決勝で優勝の瞬間をベンチから見届けた。1992年からはアタランタBCに10シーズンに渡り在籍し、1997-98シーズンに残した757分間無失点は現在でもセリエA史上7番目に長い記録となっている。